# 2003年バレーボール男子北中米選手権
2003年バレーボール男子北中米選手権は、メキシコで開催された第18回バレーボール北中米選手権男子大会。7か国が参加。アメリカが2大会ぶり5回目の優勝を飾った。

## 最終結果
| 順位 | 国             |
| ---- | -------------- |
| 1    | アメリカ合衆国 |
| 2    | カナダ         |
| 3    | キューバ       |
| 4    | メキシコ       |
| 5    | プエルトリコ   |
| 6    | パナマ         |
| 7    | グアテマラ     |